# Lilium medeoloides
Lilium medeoloides là một loài thực vật có hoa trong họ Liliaceae. Loài này được A.Gray miêu tả khoa học đầu tiên năm 1859.